# Distretto di Wangdue Phodrang
Wangdue Phodrang è uno dei 20 distretti (dzongkhag) che costituiscono il Bhutan. Il distretto appartiene al dzongdey centrale.

## Municipalità
Il distretto consta di quindici  gewog (raggruppamenti di villaggi):
- gewog di Athang
- gewog di Bjena
- gewog di Daga
- gewog di Dangchu
- gewog di Gangte
- gewog di Gasetsho Gom
- gewog di Gasetsho Om
- gewog di Kazhi
- gewog di Nahi
- gewog di Nyisho
- gewog di Phangyuel
- gewog di Phobji
- gewog di Ruepisa
- gewog di Sephu
- gewog di Thedtsho

Distretto di Wangdue Phodrang
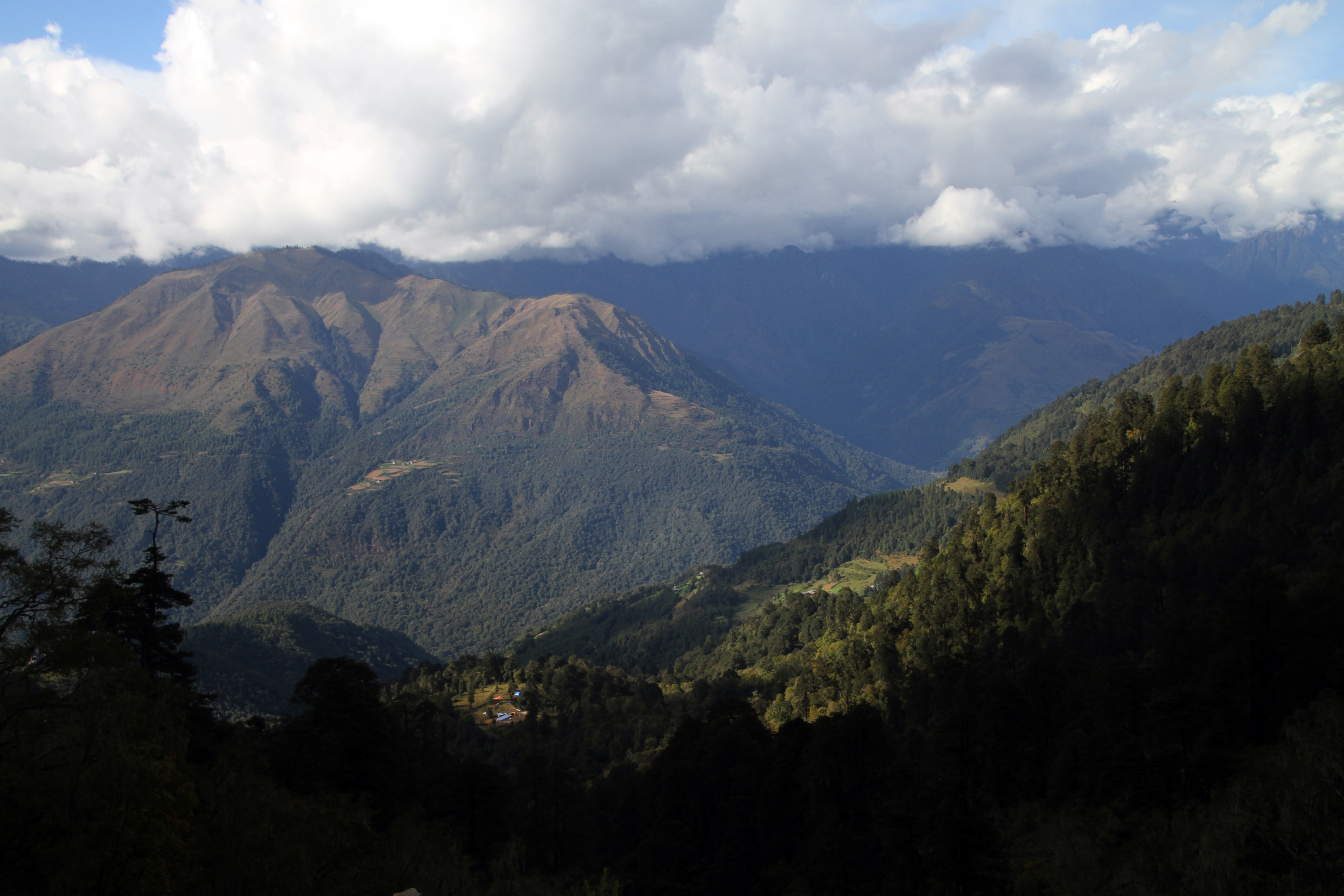
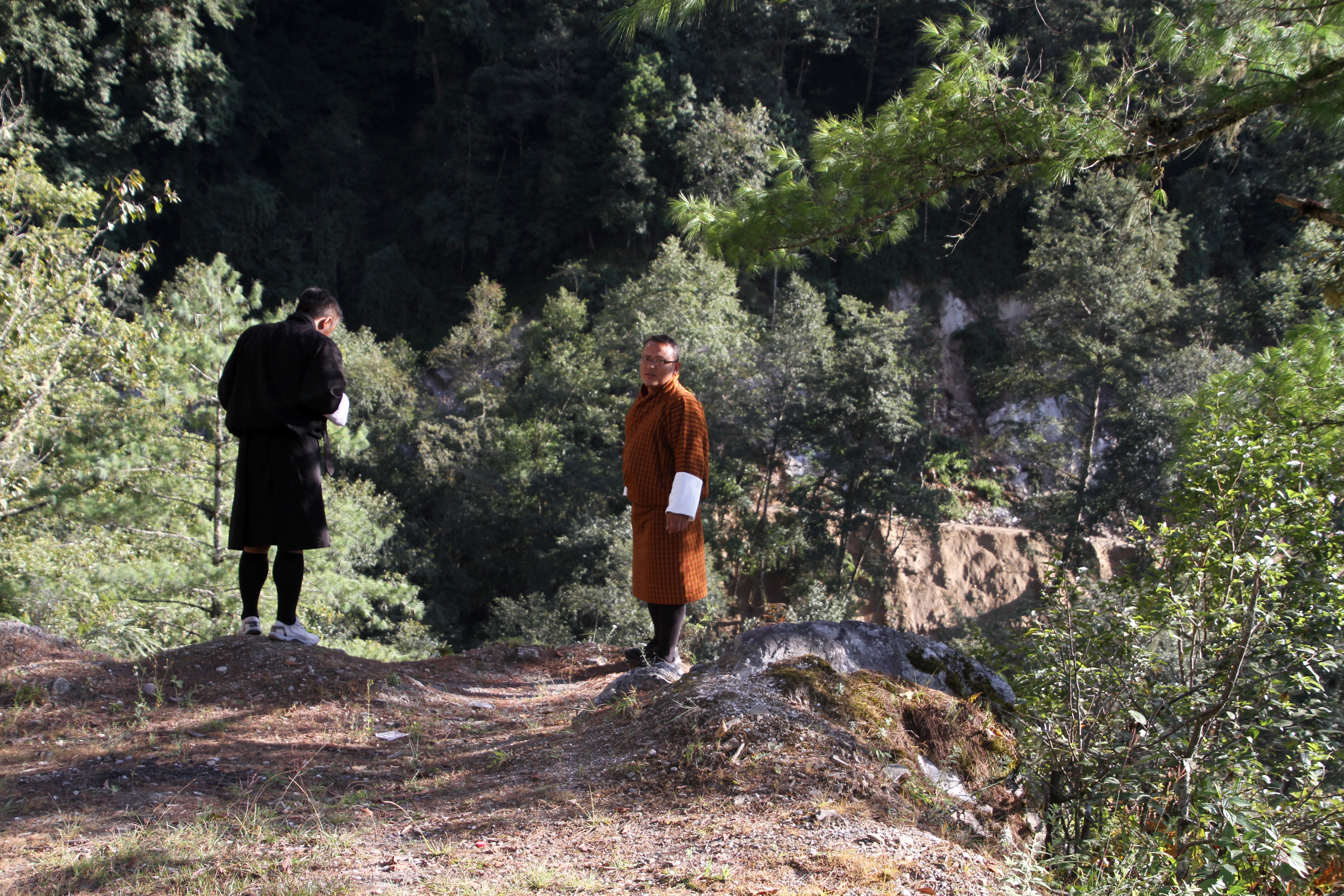
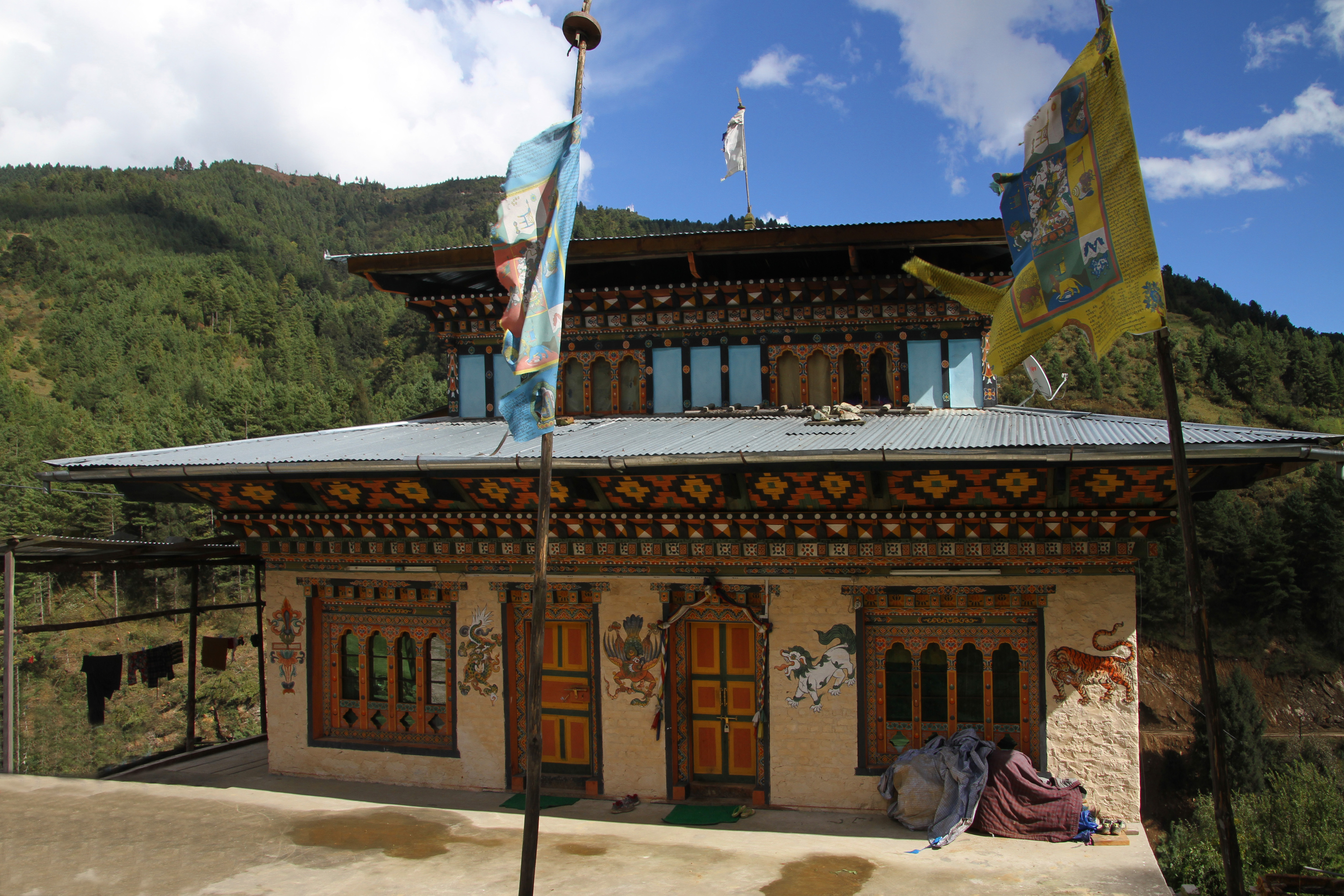
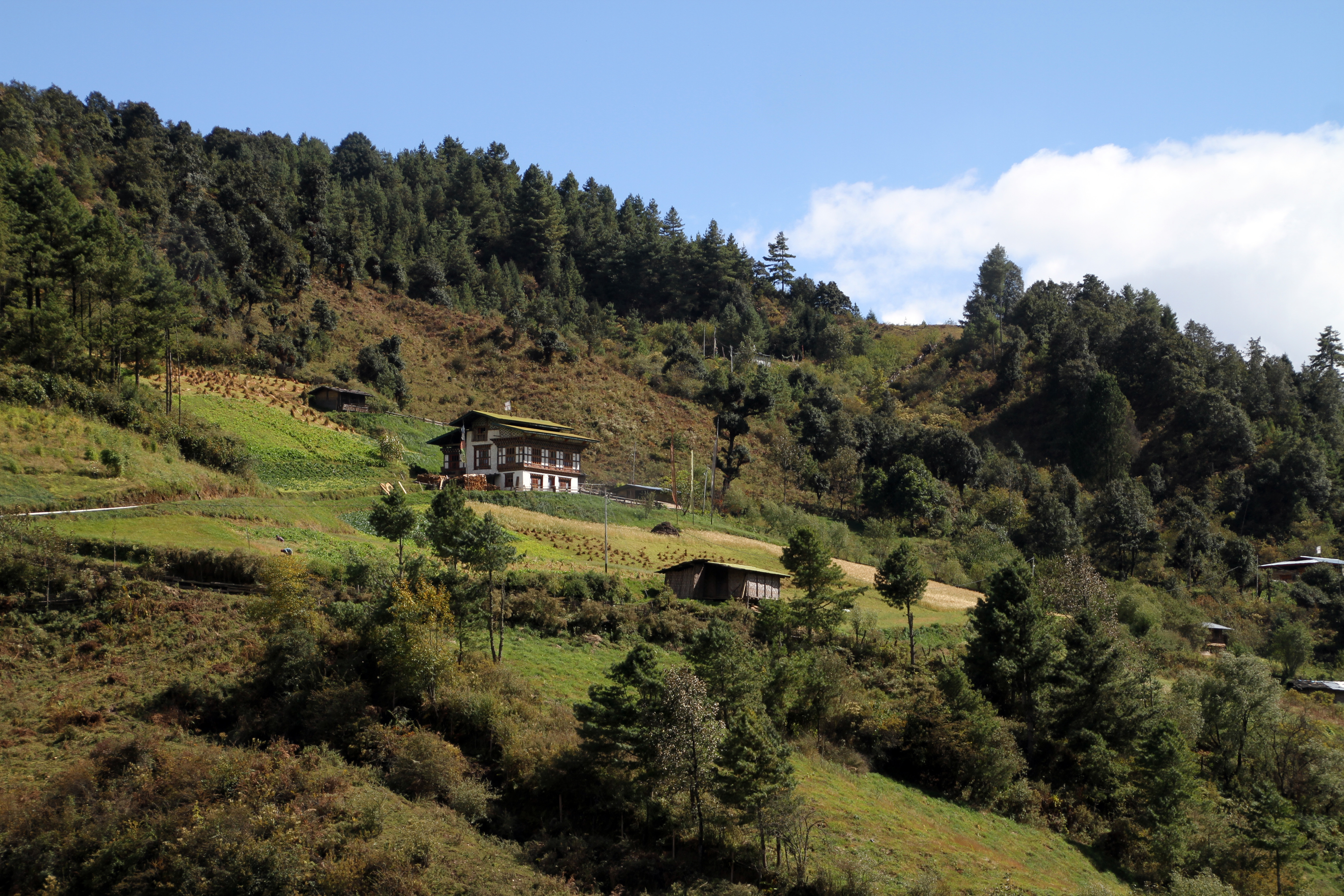
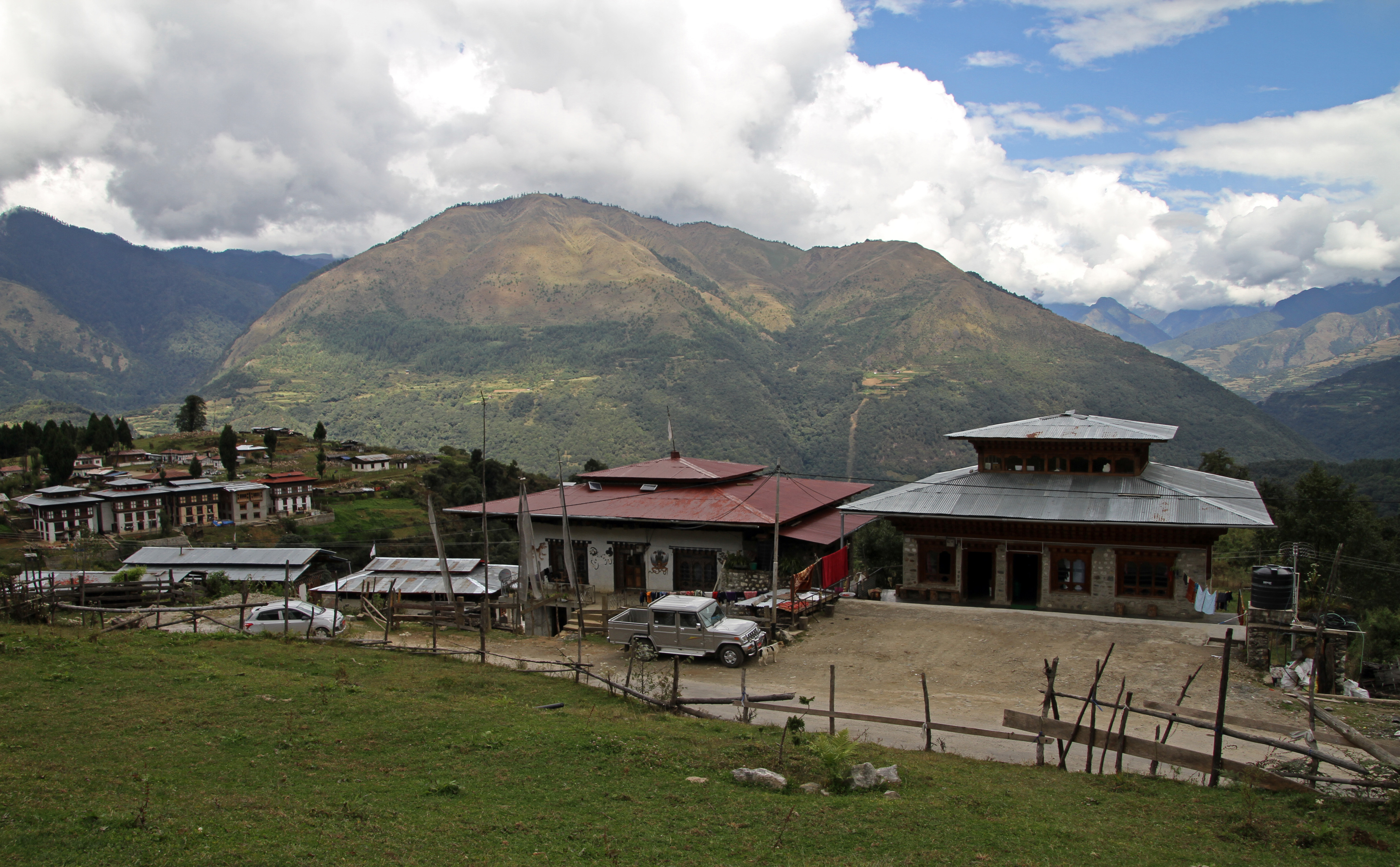
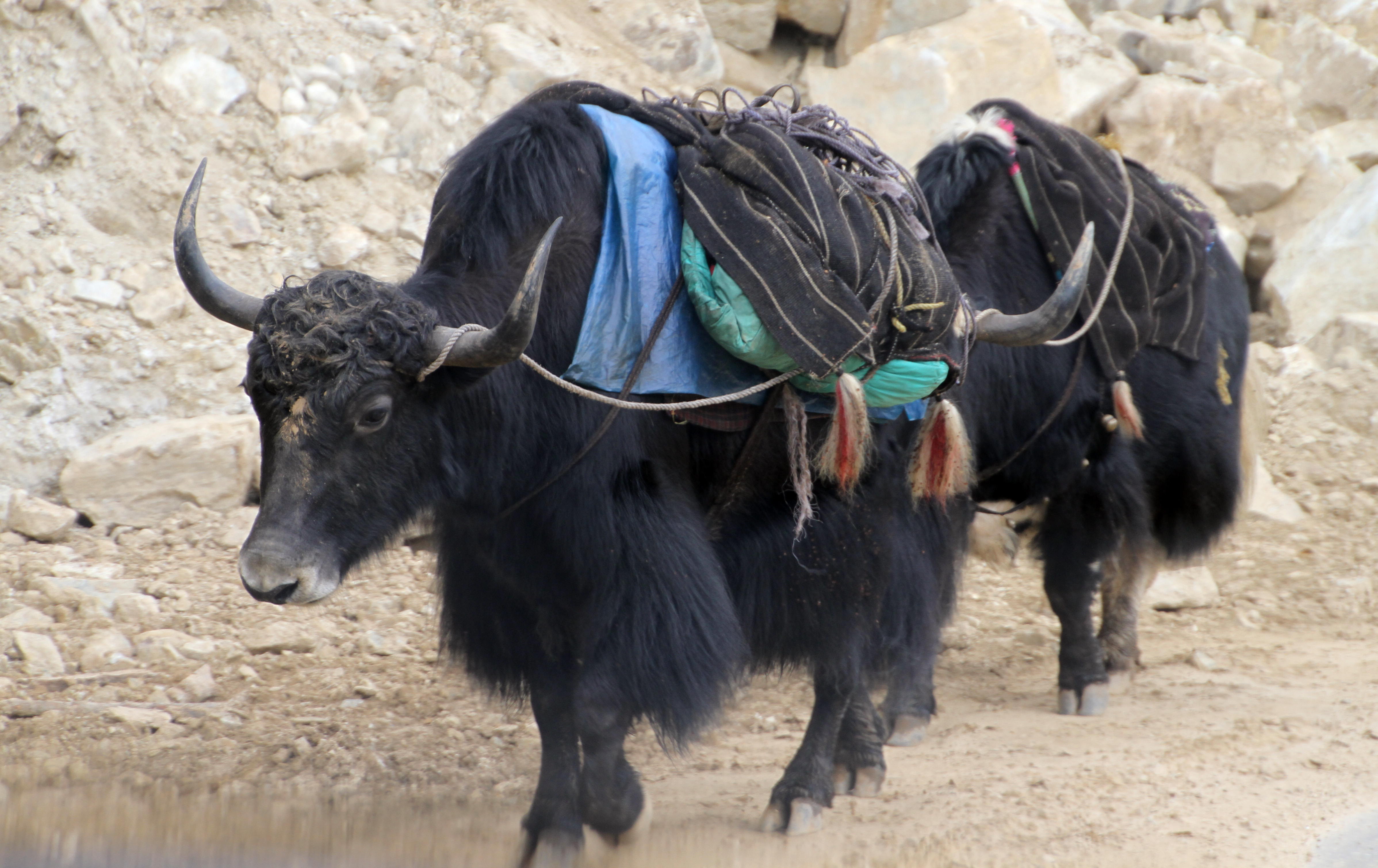